# Schilbe intermedius
Schilbe intermedius е вид лъчеперка от семейство Schilbeidae. Видът не е застрашен от изчезване.

## Разпространение
Разпространен е в Ангола, Бенин, Ботсвана, Буркина Фасо, Бурунди, Гамбия, Гана, Гвинея, Гвинея-Бисау, Демократична република Конго, Етиопия, Замбия, Зимбабве, Камерун, Кот д'Ивоар, Либерия, Мавритания, Малави, Мали, Мозамбик, Намибия, Нигер, Нигерия, Свазиленд, Сенегал, Сиера Леоне, Танзания, Того, Уганда, Централноафриканска република, Чад и Южна Африка (Квазулу-Натал, Лимпопо и Мпумаланга).

## Описание
На дължина достигат до 50 cm.